# آدم أوسبورن
آدم أوسبورن (بالإنجليزية: Adam Osborne)‏ هو مهندس وعالم حاسوب ورائد أعمال أمريكي، ولد في 6 مارس 1939 في بانكوك في تايلاند، وتوفي في 18 مارس 2003 في كوديكانال في الهند.
ولد أوزبورن في تايلاند في 6 مارس 1939 لأبوين بريطانيين وقضى معظم طفولته في الهند. تخرج من جامعة برمنغهام البريطانية في عام 1961 وحصل على شهادة الدكتواره من جامعة ديلاوير الأمريكية. بدأ أوزبورن حياته العملية باعتباره مهندسا كيميائيا يعمل في شركة «شل أويل» النفطية العملاقة قبل أن يتركها في أوائل السبعينات من أجل أن يواصل اهتماماته في مجال الكمبيوتر والكتابة الفنية.

## شركته أوزبورن كمبيوتر
في عام 1981، أي في نفس العام الذي دشنت فيه شركة «آي بي إم» أول جهاز كمبيوتر شخصي، طرح أوزبورن أول جهاز كمبيوتر محمول سماه «أوزبورن 1» وذلك في أثناء معرض «ويست كمبيوتر». بلغ وزن هذا الجهاز 10.7 كيلوغرام (23.5 رطل) وكان سعره في السوق عند 1795 دولار أو ما يزيد قليلا عن نصف سعر جهاز الكمبيوتر المصنع من قبل شركات أخرى وبنفس المواصفات. وقد اعتمد هذا الجهاز في تشغيله على نظام تشغيل CP/M واحتوى على لوحة مفاتيح كاملة بالإضافة إلى شاشة صغيرة بالأسود والأبيض لا يتعدى حجمها 5 إنشات.

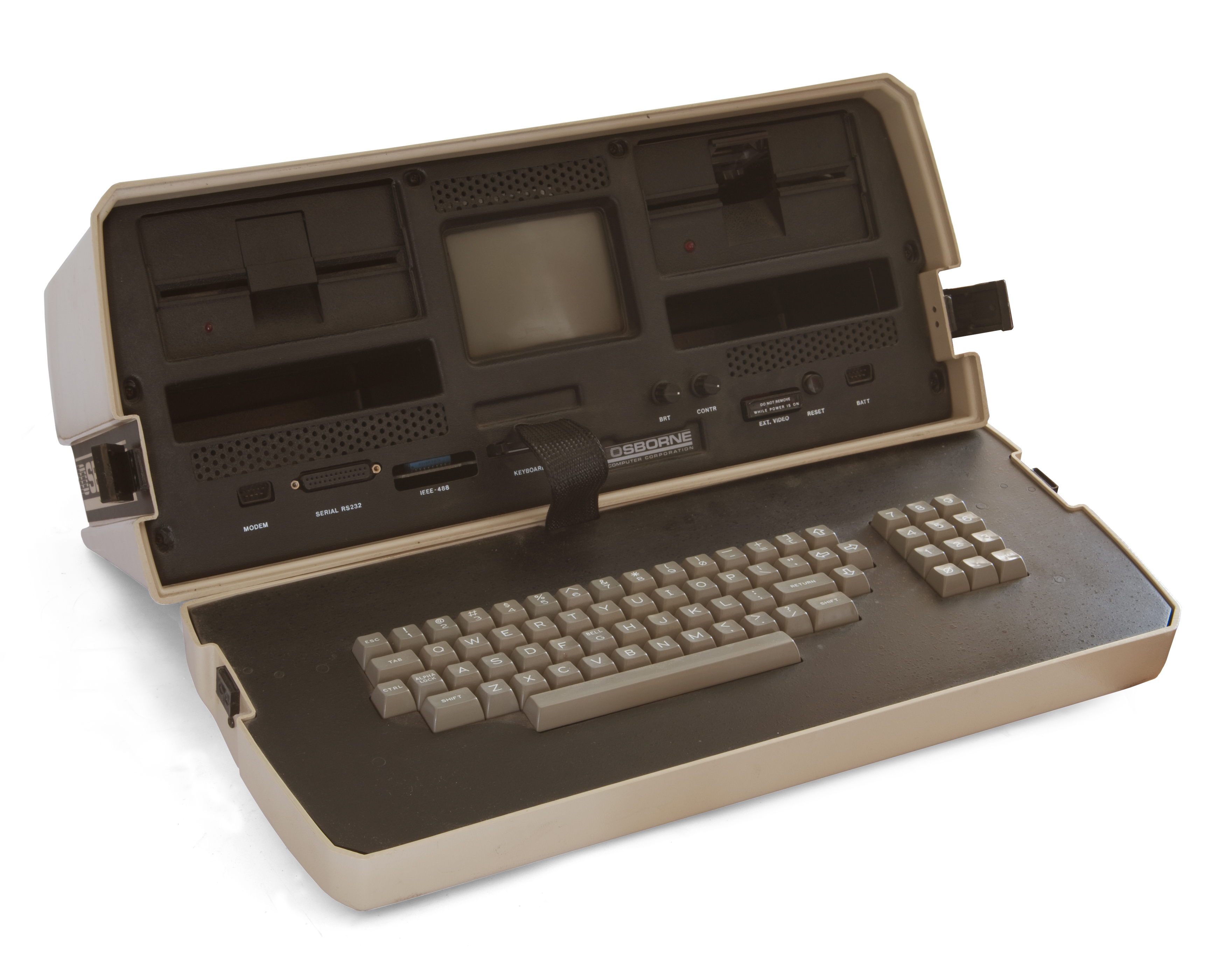
جهاز أوزبورن 1

إستطاعت الشركة شحن 10 آلاف جهاز من «أوزبورن 1» في الشهر الواحد مما اعتبر نجاحا كبيرا تحققه، در عليها إيرادات بلغت 6 ملايين دولار في عام 1981 ارتفعت في السنة التالية إلى 68 مليون دولار.

## فشل الشركة
ثمة قصص كثيرة حول انهيار شركة «أوزبورن كمبيوتر» إلا أن الأكثر قربا إلى الواقع منها تلك التي تقول إن الشركة قد انهارت عندما أقدم آدم أوزبورن على التفاخر أمام وسائل الإعلام بشأن جهازين متقدمين للكمبيوتر كانت الشركة تعمل على تصنيعهما مما أدى إلى إلحاق أبلغ الأضرار بطلب المستهلكين على جهاز كمبيوتر «أوزبورن 1» الذي كان مطروحا بكثرة في الأسواق. ونتيجة لذلك، حدثت تخمة كبيرة في مخزونات الشركة من أجهزة «أوزبورن 1» مما دفع بالشركة إلى الإعلان عن إفلاسها بعد أن طرحت الجهازين اللذين وعد بهما أوزبورن في الموعد المحدد. غير أن تقارير ظهرت فيما بعد ذكرت بأن الجهاز الذي تفاخر بشأنه أوزبورن قد تم استكماله وربما أدى إلى وضع الشركة على المسار الصحيح قبل أن يقدم أحد المدراء على تحميل الشركة ديون كبيرة أثناء سعيه إلى التخلص من مخزونات «أوزبورن 1».

## تأليف الكتب
بعد إخفاق شركة «أوزبورن كمبيوتر»، كتب أوزبورن ونشر العديد من الكتب الأفضل مبيعا انصبت حول تجربته السابقة، من ضمنها الكتاب الذي حمل عنوان «النمو المنفلت: صعود وسقوط أوزبورن كمبيوتر كوربوريشن».
ولكن حتى قبل انهيار شركته، كان أوزبورن قد أثبت قدراته باعتباره رائد في مجال الكتب الخاصة بالكمبيوتر. فقد أقدم في عام 1972 على تأسيس شركة «أوزبورن بوبليشينغ»، المتخصصة في إصدار كتيبات التعليمات والاستخدام التي يسهل تتبعها على القراء والخاصة بالكمبيوتر. وبحلول العام 1977 بلغ ما أصدرته الشركة 40 كتيب.
وفي عام 1979 أقدم أوزبورن على بيع شركة النشر إلى شركة «ماكغرو» مقابل مبلغ قدر بنحو 3 ملايين دولار، استخدمها أوزبورن في تدشين شركة «أوزبورن كمبيوتر».

## إصدار البرامج
في عام 1984 أسس آدم أوزبورن شركة «بيبارباك سوفتوير انترناشونال» التي تخصصت بإنتاج برامج الكمبيوتر الرخيصة. وقد حملت دعاية الشركة صورة أوزبورن نفسه وهو يجادل قائلا بأنه لو أقدمت شركات الهاتف على تطبيق نفس منطق الأسعار الذي تطبقه شركات إنتاج البرامج الحاسوبية لأصبحت كلفة جهاز الهاتف الواحد تصل إلى 600 دولار. في عام 1987 أقدمت شركة «لوتوس» على رفع دعوى قضائية ضد «بيبارباك سوفتوير انترناشونال» مما أدى إلى هبوط كبير في ثقة المستهلكين والمستثمرين بمنتجات الأخيرة. وفي عام 1990 فازت «لوتس» بالدعوى ما دفع بأوزبورن إلى الاستقالة من منصبه في الشركة بعد فترة قصيرة.

## وفاته
في عام 1992 عاد أوزبورن إلى بلده الهند أثر معاناته لنوبات متتالية نجمت عن خلل في الدماغ وثبت أنه ليس بالإمكان معالجته. توفي في 25 مارس 2003 بعمر 64 عاما بعد بعد فترة قضاها بعيدا عن الأنظار في مدينة كودياكانال الهندية. ولعل أبرز ما قيل عن أوزبورن هو أنه أول من نقل صناعة جهاز الكمبيوتر الشخصي إلى سوق الاستهلاك من خلال اختراعه لجهاز واحد احتوى على برامج حاسوبية خاصة به.

## وصلات خارجية
- آدم أوسبورن على موقع إن إن دي بي (الإنجليزية)